# 加蒂奈地区巴维尔
加蒂奈地区巴维尔（法語：Barville-en-Gâtinais，法語發音：[baʁvil ɑ̃ ɡatinɛ]）是法国卢瓦雷省的一个市镇，位于该省北部，属于皮蒂维耶区。

## 地理
加蒂奈地区巴维尔（48°6'43"N, 2°24'9"E）面积10.29 平方千米，位于法国中央-卢瓦尔河谷大区卢瓦雷省，该省份为法国中北部省份，北起埃松省，西北接厄尔-卢瓦省，西南接卢瓦-谢尔省，南至涅夫勒省和谢尔省，东临约讷省，东北接塞纳-马恩省。
与加蒂奈地区巴维尔接壤的市镇（或旧市镇、城区）包括：戈贝尔坦、加蒂奈地区巴蒂伊、博讷拉罗朗德、布瓦讷、埃格里、日夫赖讷。

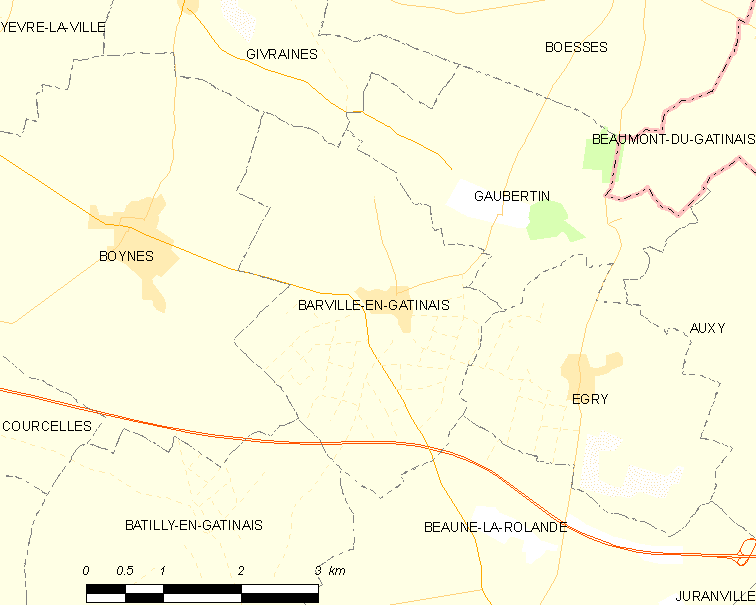
加蒂奈地区巴维尔的OSM定位图

加蒂奈地区巴维尔的时区为UTC+01:00、UTC+02:00（夏令时）。

## 行政
加蒂奈地区巴维尔的邮政编码为45340，INSEE市镇编码为45021。

## 政治
加蒂奈地区巴维尔所属的省级选区为勒马勒塞布瓦县。

## 人口

1962-2008年间加蒂奈地区巴维尔人口变化图示

加蒂奈地区巴维尔于2022年1月1日时的人口数量为299人。